# Кейт Улф
Кейт Улф (на английски: Kate Wolf) е певица и текстописец.

## Биография
Родена в Сан Франциско. В началото на 70-те години сформира групата „Уайлдууд Флауър“ (Wildwood Flower), в която участва и нейният съпруг Дон Кофин. Самостоятелно издава фолклорна музика от 1976 до 1986 г., когато умира от левкемия. Нейни песни са презаписвани от музиканти като Нанси Грифит и Емилу Херис, като кавър на последната („Love Still Remains“) е номиниран за Грами през 1999 г.